# Ropot
Ropot（ロポット）は、本田技術研究所(Honda R&D)が開発し2020年9月に交通安全アドバイスロボット"Ropot"として公開。小学校低学年の児童に対する交通安全教育を目的にランドセルに取り付けて使用する。

## 開発の経緯
「魔の7歳」と呼ばれる7歳の子どもが歩行中に交通事故に遭いやすい問題に着目した本田技術研究所の研究者が、2017年に社内の新規事業創出プログラムIGNITION（イグニッション）へ企画提案しプロジェクトがスタート。 社内起業として多くのスペシャリストが集まり、技術的な課題を克服しながら開発が進められた。

## 主要機能・特徴[3]

### 安全確認地点リマインド機能
- 子どもが横断歩道や交差点などの安全確認地点に近づくと、振動して安全確認を促す。
- GPSと準天頂衛星システム「みちびき」を利用して高精度な位置情報を取得する。
- 加速度センサーと角速度センサーを使用して一時停止を検知し、クラウドに情報を送信する。

### 後方確認リマインド機能
- 後方から接近する車両をミリ波レーダーで検知すると、振動して安全確認を促す。
- 振動通知のタイミングは、振動通知から児童が安全確認をする時間を考慮して設定されている。
- ミリ波レーダーは傘やマフラーなどで遮蔽されても車両を検知する。

### 振り返り機能
- 保護者と子どもが一緒にスマートフォンアプリを使用して、子供の交通安全を振り返る機能。
- 子どもの位置情報や安全確認地点での行動履歴をアプリで確認できる。
- 位置情報履歴は10秒ごとに更新され、過去4週間分のデータが表示できる。

### デザインコンセプト『Minimum＆Friendly』
- 肩に乗る小さな相棒のようなデザインで、子どもたちに親しみやすい形状。
- 通常作動中、充電中などの状態を目の様なLEDで表示し"ぱっちり""にっこり""ねむたい"の三つの表情により生命感を表現している。

## 実証実験
2020年　和光市などの小学校で実証実験を実施

## 受賞歴
2021年　グッドデザイン ベスト100受賞